# Renate Tölle-Kastenbein
Renate Tölle-Kastenbein (* als Renate Tölle am 27. Januar 1937; † 29. März 1995) war eine deutsche Klassische Archäologin.

## Leben
Renate Tölle wurde 1964 mit der Arbeit Frühgriechische Reigentänze bei Ulf Jantzen an der Universität Hamburg promoviert. Für die Arbeit erhielt sie 1963/64 das Reisestipendium des Deutschen Archäologischen Instituts, mit dem sie den Mittelmeerraum bereisen konnte. Nach der Promotion wurde sie Assistentin von Jantzen in Hamburg und folgte ihm auch, als er 1967 Erster Direktor der Abteilung Athen des Deutschen Archäologischen Instituts (DAI) wurde. Dort war sie als Referentin der Fotothek beschäftigt und nahm mehrere Jahre lang an den Ausgrabungen in Samos teil, wo sie vor allem das ehemalige Kastro Tigani (heute Pythagorio) untersuchte. Eine dauerhafte Anstellung blieb Tölle-Kastenbein verwehrt. Sie erkrankte überraschend auf einer Studienreise im Jemen und verstarb kurz darauf.
Tölle-Kastenbein befasste sich mit zahlreichen Aspekten insbesondere der antiken griechischen Archäologie und Kunstgeschichte, so der Plastik des Strengen Stils, mit verschiedenen Aspekten der Architektur und einzelner Bauwerke, mit antiker Bewaffnung, Medizin- und Ernährungsgeschichte sowie in den letzten Jahren ihres Lebens vermehrt mit der antiken Wasserkultur.

## Schriften
- Frühgriechische Reigentänze, Stiftland, Waldsassen 1964
- Genealogische Stammtafel zur griechischen Mythologie, Geographisch-Kartographische Anstalt Mundus, Hamburg 1967
- Die antike Stadt Samos. Ein Führer, von Zabern, Mainz 1967
- Das Kastro Tigani. Die Bauten und Funde griechischer, römischer und byzantinischer Zeit, Habelt/DAI, Bonn/Berlin 1974 (Samos, Band 14)
- Herodot und Samos, Duris, Bochum 1976
- Das Genfer Arztgelöbnis und der Hippokratische Eid, Duris, Bochum 1978, ISBN 3-922130-02-X
- Pfeil und Bogen im antiken Griechenland, Duris, Bochum 1980, ISBN 3-922130-03-8 (Pfeil und Bogen in der Geschichte, Band 1)
- Frühklassische Peplosfiguren. Originale, von Zabern, Mainz 1980, ISBN 3-8053-0451-X
- Handbuch der Gewürze und des Würzens, Duris, Bochum 1982, ISBN 3-922130-04-6
- Frühklassische Peplosfiguren. Typen und Repliken, Mann, Berlin 1986, ISBN 3-7861-1274-6 (Antike Plastik, Lieferung 20)
- Antike Wasserkultur, C.H. Beck, München 1990, ISBN 3-406-34602-2 (Beck’s archäologische Bibliothek)
  - italienische Ausgabe: Archeologia dell'acqua. La cultura idraulica nel mondo classico, Longanesi, Mailand 1993, ISBN 88-304-1165-5 (Archeologia, Band 20)
- Das Olympieion in Athen, Böhlau, Köln-Weimar-Wien 1994, ISBN 3-412-02794-4 (Arbeiten zur Archäologie)
- Das archaische Wasserleitungsnetz für Athen [und seine späteren Bauphasen], von Zabern, Mainz 1994, ISBN 3-8053-1619-4 / ISBN 3-8053-1612-7 (Sonderhefte der Antiken Welt, Band 19/Zaberns Bildbände zur Archäologie)